# Gästrikemål
Gästrikemål kallas de svenska dialekter som talas i Gästrikland, både de gamla genuina svenska dialekterna och den regionala variant av standardsvenska som talas där i dag. Landskapets dialekter är relativt enhetliga, och ingår i den dialektgrupp som kallas sveamål. Dialekterna har gemensamma drag med mål i Uppland, Västmanland och sydöstra Dalarna.

## Kännetecken
Även om dialekterna i Gästrikland ligger nära varandra, kan man ändå dela upp dem i två grupper: dels de centrala målen kring Storsjön och dels övriga dialekter i trakter som gränsar till kringliggande landskap. En skillnad mellan dessa grupper är bestämd form av maskulina substantiv, till exempel hästarna som heter hästan kring Storsjön och hästana i de övriga delarna. I landskapets norra delar förekommer det norrländska draget med oböjliga adjektiv i plural, t.ex. dom är så snäll. I norr finns även en särskild obestämd form av feminina substantiv i singularis: e långä stång ('en lång stång').
I många ord som i standardspråket har trycksvag slutstavelse förskjuts tryckfördelningen framåt på ett karaktäristiskt sätt. Uttalet av ändelse-a i gumma och tala har ungefär samma styrka som sammansatta ord i standardspråket, t.ex. hustak. I trestaviga ord får näst sista stavelsen stark betoning, t.ex. o i ord som gummorna.

### Vokalljud
I de genuina gästrikemålen tenderar det öppna a-ljudet framför tjockt l och r att bli ä-haltigt, i ord som halv och arv. Samma utveckling finns i ändelser och i tidigare kort stavelse i ord som slutar på u, på samma sätt som i uppländska, t.ex. i lädu ('lada').
Uttalet av e är öppnare än i standardspråket, och har ibland gått över helt till ä. Exempel på detta är ord som segla, ved och deg. I väst och sydväst förekommer Bergslags-u, alltså ett halvslutet, o-haltigt ljud som även finns i Dalarna och Västmanland. Ett drag som skiljer dialekterna i Gästrikland från de angränsande målen i Uppland är att de fornsvenska ändelserna -i och -u tenderar att bevaras i ord som galin ('galen') och jävul ('djävul'). Ursprunglig lång vokal tenderar att kvarstå i ord som lim och lom.

### Konsonantljud
När det gäller konsonanterna har gästrikemålen inte bevarat förbindelserna mb och nd på samma sätt som i Uppland. Uttalet är t.ex. kammä ('kamma') och binnä ('binda'). Bortfall av d är vanligt, särskilt i slutet av ord efter vokal i ord som rö ('röd'), ti ('tid') och ve ('ved'). Bokstaven faller också relativt regelbundet mellan vokaler, i ord som bruar ('brudar') och spaen ('spaden'). Även i slutet av verbformer med -de (preteritum) och -d (particip) faller -d. Uttalet av målade och målad sammanfaller alltså till målä.
En arkaism är att gammalt kort n på vissa håll bevaras i bestämd form singularis av feminina ord, till exempel gummän ('gumman') och tin ('tiden'). I bestämd form pluralis av neutrumord bevaras n över hela landskapet, men med varierande ändelser. I sydväst heter det t.ex. gôlven ('golven') jämfört med gôlvena i övriga delar. Däremot bortfaller n i förbindelsen rn på många håll, i ord som ban ('barn') och björ ('björn').
Bevarat bokstavsenligt uttal av förbindelserna lg, rg och gd förekommer i ord som älg, varg och nöjd (fsv. nöghder).